# Harry Holm
Harry Holm (14 settembre 1902 – 25 dicembre 1987) è stato un ginnasta danese.

## Palmarès

### Olimpiadi
- 1 medaglia:
  - 1 oro (Anversa 1920 nel concorso libero a squadre)